# Eilema semibrunnea
Eilema semibrunnea là một loài bướm đêm thuộc phân họ Arctiinae, họ Erebidae.